# Ördöngösök (film)
Ördöngösök (Les diaboliques) 1955-ben bemutatott francia bűnügyi-lélektani thriller, filmdráma, Henri-Georges Clouzot rendezésében, a Boileau-Narcejac írópáros Az ördöngösök (Celle qui n’était plus) című 1952-es regénye alapján.

## Cselekmény
A történet Párizs közelében, egy saint-cloud-i bentlakásos fiúiskolában játszódik (az akkori Szajna megyében, a mai Hauts-de-Seine megyében). A tanulók az alsóbb néposztályokból (seconde zone) valók, az intézményt az erőszakos, zsarnoki természetű igazgató, Michel Delassalle vezeti. Az iskola tulajdonosa a felesége, Christina, a gyenge egészségű, törékeny alkatú tanárnő, aki Venezuelából vándorolt be. Mellette Michel tart egy szeretőt is, az erősen nőies Nicole Horner tanárnőt. A két nő együtt dolgozik. Szoros és bizalmas viszonyban állnak egymással, kapcsolatuk alapja közös és nem titkolt gyűlöletük a zsarnoki Michel iránt, aki erőszakosan viselkedik a tanulókkal, tanárokkal, és retteg tőle az egész tantestület. Szívbetegsége miatt Christinát Michel nyíltan kigúnyolja és megalázza, Nicole-t pedig rendszeresen veri.
Nicole elmondja Christinának, hogy megelégelte a rossz bánásmódot, tervet kovácsolt, hogy végleg megszabaduljon erőszakos szeretőjétől. Christinát is beavatja és a segítségét kéri. A feleség mélyen hívő lélek és babonás félelmek kínozzák, sok habozás és gyötrődés után mégis úgy dönt, segít Nicole-nak, hogy eltegyék láb alól kínzójukat.
Michelt felesége válással fenyegeti, ezzl az ürüggyel a két nő elcsalja Michelt Niort-ba, Nicole lakására. Közös erővel belefojtják a férfit a fürdőkádba. Testét egy nagy méretű, fedeles szennyeskosárba teszik, ezt autóban elszállítják az iskolához, és elsüllyesztik az úszómedencében. Nicole szerint a holttest később majd a felszínre fog bukkanni, és mindenki balesetnek fogja hinni. A napok múlnak, a holttest nem jön a felszínre. A medencét leeresztik, de a testet nem találják meg. A ruhatisztítóból viszont visszaérkezik az öltöny, amelyet az eltűnt Michel hordott, amikor vízbe fojtották. A ruhatisztító tulajdonosa Christinának átad egy hotelszoba-kulcsot is, melyet a tisztításra kapott öltöny zsebében talált. Christina elmegy és megnézi a szobát. A gondnok elmondja neki, hogy a szobát egy idő óta Michel bérelte, vele azonban a gondnok szinte sohasem találkozott személyesen, és Michelnek semmilyen holmija sem volt a szobában.
Az újságban Nicole lát egy hírt, hogy a rendőrség megtalálta a holttestet. Christina elmegy a hullaházba, de a halott nem azonos az eltűnt Michellel. Az asszony itt találkozik Alfred Fichet nyugalmazott rendőrrel, aki most magándetektívként dolgozik. Aprólékosan kikérdezi az asszonyt és figyeli reakcióit. Nyomozni kezd az ügyben, ez Nicole-t nagyon nyugtalanítja.
Christina, Nicole és más tanárok kifaggatnak egy tanulót, aki azt állítja, Michel Delassalle tanár úr ráparancsolt, hogy seperje tisztára az iskolaudvart büntetésből, mert csúzlival betört egy ablakot. Ezt hallva a rémült Christine szívpanaszai olyan súlyosra fordulnak: Az orvosok figyelmeztetik: meghalhat, ha nem marad teljes ágynyugalomban. Később egy ablakban megjelenik Michel kísérteties árnyképe egy fotóról. Nicole láthatólag összeomlik, elhagyja az iskolát, felmond. Christinát is hívja, menjen el vele együtt, de az asszony, bár retteg, túl betegnek és gyengének érzi magát.
Christina pánikba esik, és mindent bevall Alfred Fichet-nek. A nyomozó nem hisz neki, de tovább vizsgálódik az úszómedence körül. Aznap éjszaka Christina felriad, mert zajokat hall. Az iskola folyosóit bejárva észreveszi egy alakot, aki követi. Rémülten menekül vissza a lakásába, ahol rábukkan a vízzel telt fürdőkádban fekvő férjére. A „halott” megmozdul, és lassan, félelmetesen, mint egy merev tekintetű zombi, kiemelkedik a vízből. A rémítő látványtól Christina színinfarktust kap, és meghal.
Nicole és Michel egymás karjában ünnepli tettük sikerét. Kitűnik, hogy a két szerető együtt ejtette csapdába a beteg Christinát: Michel úgy viselkedett, mint egy bosszúálló szellem, Nicole pedig folyamatosan erősítette Christina babonás félelmeit, míg végül az asszony beteg szíve halálos görcsöt nem kapott. Alfred Fichet nyomozó kihallgatja beszélgetésüket, és mindent megért. Közli velük, hogy gonosztettükért 15…20 éves fegyházbüntetésre számíthatnak.
A botrány nyomán bezárják az iskolát. Másnap a tanulók és tanáraik elhagyják az épületet. Ugyanaz a fiú, aki korábban csúzlival betört egy ablakot, most betör még egyet. A kérdésre, hogyan kapta vissza elkobzott csúzliját, a gyerek azt feleli, Christina Delassalle tanárnő adta vissza neki aznap reggel…

## Szereposztás
| Szerep                             | Színész          | Magyar hangja (1. szinkron) |
| ---------------------------------- | ---------------- | --------------------------- |
| Nicole Horner tanárnő              | Simone Signoret  | Básti Juli                  |
| Christina Delassalle tanárnő       | Véra Clouzot     | Kútvölgyi Erzsébet          |
| Michel Delassalle igazgató         | Paul Meurisse    | Jakab Csaba                 |
| Alfred Fichet nyomozó              | Charles Vanel    | Mádi Szabó Gábor            |
| Pierre, a portás                   | Jean Brochard    | Elekes Pál                  |
| Monsieur Raimond, tanár            | Michel Serrault  | Lux Ádám                    |
| Monsieur Herboux, Nicole albérlője | Noël Roquevert   | Pusztai Péter               |
| Dr. Loisy                          | Georges Chamarat | Verebély Iván               |
| Fényképész                         | Camille Guérini  | Horkai János                |
| Bridoux professzor                 | Jacques Varennes | Kiss László                 |

## Az alapmű
A forgatókönyv alapja a Boileau-Narcejac írópáros 1952-es Celle qui n’était plus (a cím fordítása „Aki már nincs többé”) című bűnügyi regénye. Magyarul „Az ördöngösök” címmel jelent meg 1975-ben. A regényben a szerepek másként vannak kiosztva: a férj és annak (női) szeretője ölik meg a feleséget, a férj öngyilkos lesz, a feleség viszont visszatér a halálból. A férj utazó ügynök, a felesége egyszerű háziasszony Enghien-les-Bains-ben. A központi szereplő a szerető, egy nantes-i orvosnő, a másik kettőnél magasabb társadalmi státussal és intelligenciaszinttel, így könnyedenén manipulálja a házaspárt.
A regény megfilmesítési jogára maga Alfred Hitchcock is pályázott, de azt Clouzot nyerte el. Az „Ördöngösök” sikerét látva Hitchcock felkérte a Boileau-Narcejac párost, hogy írjon számára hasonló jellegű filmtörténetet. Így született a Szédülés (Vertigo) forgatókönyve. A filmet 1958-ban mutatták be.

## Érdekességek

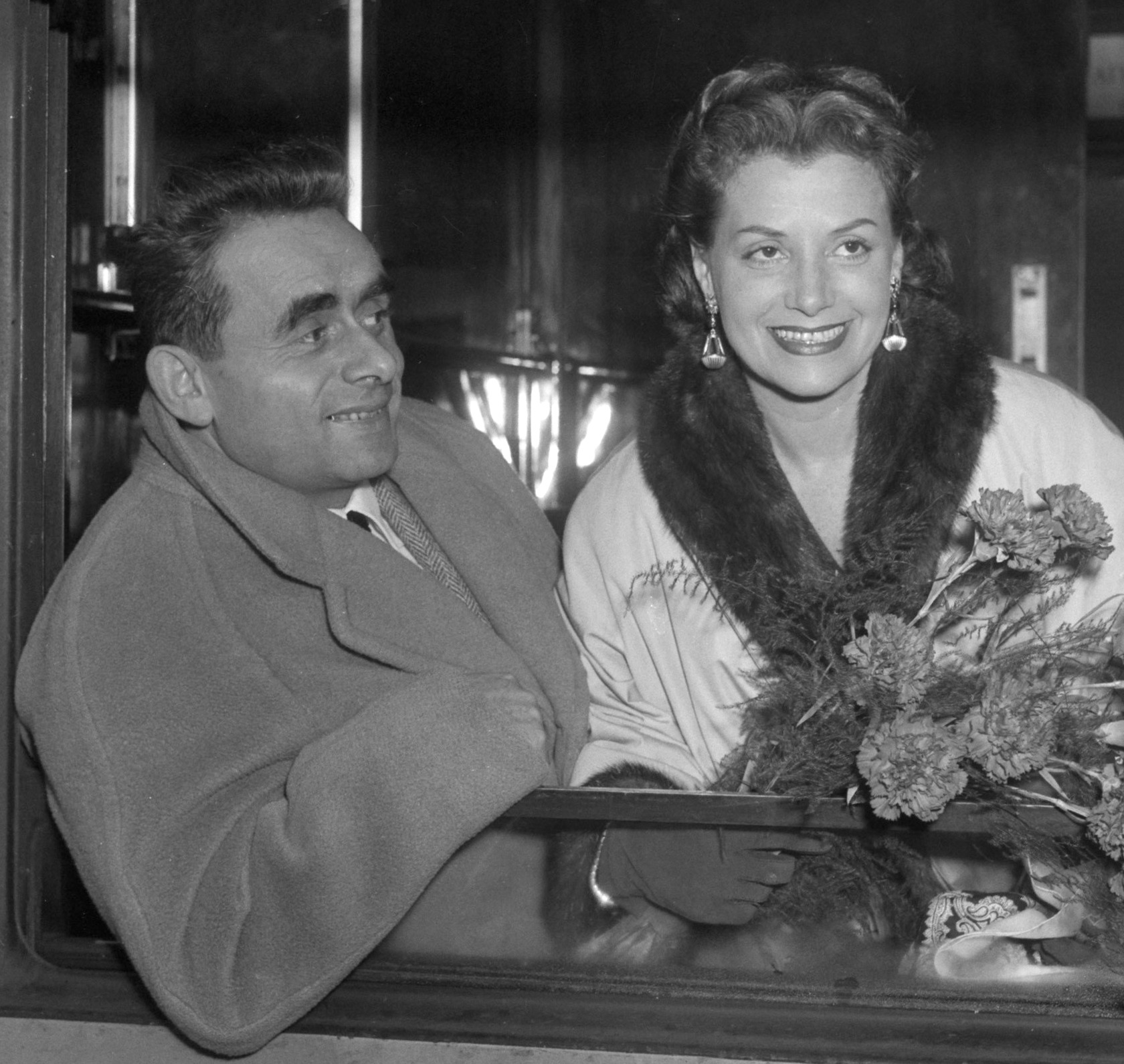
A rendező Henri-Georges Clouzot és felesége, Véra Clouzot (1953)

A gyermekszereplők közül (akik az iskola tanulóit játsszák) hárman lettek később híres előadóművészek: Georges Poujouly színész (1940–2000), Yves-Marie Maurin színész–rendező (1944–2009) (Patrick Dewaere testvérbátyja) és Jean-Philippe Smet, a későbbi Johnny Hallyday énekes–színész (1943–2017).
A film egyes történéseinek helyszínét Henri-Georges Clouzot a saját szülővárosába, Niort-ba helyezte. A feleség szerepét saját feleségének, Véra Clouzot-nak adta. A forgatás során a szeretőt alakító Simone Signoret játékát a rendező többször kifogásolta, mert a sztár – ismerve a történet végkifejletét – önmagát fenyegetőbbnek, ördögibbnek mutatta, mint ahogy azt a rendező kívánta volna.
Rövid kámeaszerepben feltűnik Jean Lefebvre (mint részeg katona) és Michel Serrault, akinek ez volt első mozifilmes szerepe.
A Charles Vanel által megtestesített, aprólékosan vizsgálódó Alfred Fichet nyomozó alakjáról gyakran írták, hogy ő inspirálhatta az amerikai Columbo hadnagy karakterét. A Columbo-történetek az amerikai színpadon és televízióban 1960-tól kezdtek megjelenni. Columbót 1968-tól kezdve Peter Falk játszotta, akihez a szerep az évtizedek alatt szinte hozzánőtt.
Öt évvel a bemutató után a film baljós hírnevét újra felkapták, abból a szomorú alkalomból, hogy a Christinát játszó Véra Clouzot (1913–1960) hirtelen meghalt szívinfarktusban ugyanúgy, mint az általa játszott szívbeteg karakter.

## Elismerések, díjak
- 1954: Louis Delluc-díj
- 1955: a New York-i Filmkritikusok Egyesületének díja, a legjobb külföldi filmnek.
- 1956: Edgar Allan Poe-díj, a legjobb külföldi filmnek.

## Remake
- 1996-ban Jeremiah S. Chechik kanadai rendező elkészítette a film amerikai típusú remake-jét, Az ördög háromszöge (Diabolique) címmel. Főszereplői Chazz Palminteri (a férj), Isabelle Adjani (a feleség) és Sharon Stone (a szerető). A cselekmény hasonló, de a végkifejlet teljes mértékben eltér az 1955-ös eredeti francia filmtől.[5]

## További információ
- Ördöngösök a PORT.hu-n (magyarul)
- Ördöngösök az Internetes Szinkronadatbázisban (magyarul)
- Ördöngösök az Internet Movie Database-ben (angolul)
- Ördöngösök a Rotten Tomatoeson (angolul)
- Ördöngösök a Box Office Mojón (angolul)
- Les Diaboliques (francia nyelven). AlloCiné.fr
- Die Teuflischen (német nyelven). Filmdienst.de